# Ero lata
Ero lata là một loài nhện trong họ Mimetidae.
Loài này thuộc chi Ero. Ero lata được Eugen von Keyserling miêu tả năm 1891.